# 하우 투 디스트로이 에인절스
하우 투 디스트로이 에인절스(How to Destroy Angels)는 미국의 밴드이다.